# Daniel Ellis
Daniel Ellis  est un coureur cycliste australien spécialiste de la piste né le 7 octobre 1988 à Albury.

## Palmarès

### Championnats du monde
- Apeldoorn 2011
  -  Médaille de bronze de vitesse par équipes
- Cali 2014
  - 6e de la vitesse par équipes
  - 16e de la vitesse individuelle[1]

### Championnats du monde juniors
- 2003
  -  Médaille de bronze de la vitesse par équipes
- 2006
  -  Médaille d'argent de la vitesse par équipes
  -  Médaille de bronze de la vitesse individuelle

### Coupe du monde
- 2007-2008
  - 1er de la vitesse par équipes à Sydney
- 2008-2009
  - 1er de la vitesse par équipes à Melbourne
  - 2e de la vitesse par équipes à Cali
- 2009-2010 
  - 1er de la vitesse par équipes à Melbourne (avec Scott Sunderland et Shane Perkins)
  - 2e de la vitesse par équipes à Cali
  - 3e du keirin à Pékin
- 2010-2011
  - 3e de la vitesse par équipes à Melbourne

### Jeux du Commonwealth
- New Delhi 2010
  -  Médaillé d'or de la vitesse par équipes (avec Scott Sunderland et Jason Niblett)

### Championnats d'Océanie
| Édition / Épreuve | Vitesse individuelle | Vitesse par équipes                         |
| 2006              |                      | Argent                                      |
| 2007              | Bronze               | Or (avec Ryan Bayley et Shane Perkins)      |
| 2008              | Or                   | Or (avec Scott Sunderland et Shane Perkins) |
| 2009              | Or                   | Argent                                      |
| 2010              |                      | Or (avec Scott Sunderland et Jason Niblett) |
| 2011              |                      | Argent                                      |
| 2013              |                      | Argent                                      |
| 2014              |                      | Argent                                      |

### Jeux d'Océanie
- 2006
  -  Médaille d'argent de la vitesse par équipes

### Championnats d'Australie
- 2005 
  -  Champion d'Australie de vitesse juniors
  -  Champion d'Australie du keirin juniors
- 2006 
  -  Champion d'Australie du keirin juniors
- 2007
  - 3e du championnat d'Australie du keirin
- 2008
  - 3e du championnat d'Australie du keirin
  - 3e du championnat d'Australie de vitesse
- 2010 
  -  Champion d'Australie de vitesse
  -  Champion d'Australie de vitesse par équipes (avec Alex Bird et Gary Ryan)